# Paradis Batteri
Paradis Batteri blev bygget sammen med Vestvolden 1886-1890. Vestvolden er en del af Københavns Befæstning. Batteriet er sammen med Paradislejren opført på Paradisgårdens jorder, heraf navnet.
Batteriet ligger umiddelbart syd for Avedøre Stationsby og er typisk for de faste batterier på den sydlige del af Vestvolden. 
4 Faste standpladser for 15 cm. piecer bag en betonbrisk. Fra voldgaden fører ramper op til de enkelte standpladser. Standpladserne er adskilt af traverser for at hindre ildspredning mellem piecerne.
Midt i batteriet ligger ammunitionsmagasinet. Selve magasinet er bygget som et selvstændigt rum adskilt fra ydermurene af en luftlomme på ca. en meters tykkelse, for at hindre indtrængende fugt og kondens. Fra magasinet fører en hånddreven ammunitions-elevator op til de tre udlangeråbninger i magasinets øverste etage.